# Powiat rzeżycki

Powiat rzeżycki w 1947 r. - oznaczony na mapie kolorem czerwonym

Powiat rzeżycki (łot. Rēzeknes apriņķis, niem. Rositten, ros. Режицкий уезд) – dawny powiat guberni witebskiej, z ośrodkiem w Rzeżycy, po zmianach granic w XX wieku jest w granicach Łotwy.

## Ludność
W spisie ludności Imperium Rosyjskiego w 1897 roku powiat rzeżycki liczył 170 500 mieszkańców. Dominującą grupą etniczną byli Łotysze (głównie Łatgalczycy), ale znaczące mniejszości stanowili Polacy, Rosjanie, Żydzi i Białorusini, a także Estończycy. Miasto Rzeżyca zamieszkiwało ok. 9 000 mieszkańców. Po I wojnie światowej (ok. 1920 r.) i włączeniu do niepodległej Łotwy, ludność powiatu zmniejszyła się m.in. wskutek działań wojennych, migracji i zmian granicznych. 
W XIX wieku w powiecie duża grupa mieszkańców zaliczała siebie do staroobrzędowców. W 1880 r. wyznanie katolickie w powiecie, w 24 parafiach, deklarowało 77 125 osób. W 1930 r. według spisu ludności w powiecie mieszkało 2,7 tys. (1,8%) Białorusinów.
Po zajęciu Łotwy przez ZSRR w 1940 roku struktura administracyjna uległa zmianie, a w latach 50. powiaty (ujezdy) zostały ostatecznie zastąpione przez rejonizację w ramach Łotewskiej SRR. Dawny powiat rzeżycki przekształcono w rejon rzeżycki, a później (po 1991 roku) w region Rēzeknes novads.